# Prowincja Muyinga
Muyinga – jedna z 17 prowincji w Burundi, znajdująca się w północnej części kraju.